# بولشوی خانوک‌لار
بولشوی خانوک‌لار (به لاتین: Bolshoy Khanuklar) یک منطقه مسکونی در جمهوری آذربایجان است که در شهرستان قزاق واقع شده است.